# 羟甲基戊二酸单酰辅酶A还原酶
羟甲基戊二酸单酰辅酶A还原酶（英語：hydroxymethylglutaryl-CoA reductase，EC 1.1.1.88 （页面存档备份，存于））简称“HMG-CoA还原酶”，是一种以NAD+或NADP+为受体、作用于供体CH-OH基团上的氧化还原酶。这种酶能催化以下酶促反应：
(R)-甲羟戊酸 + 辅酶A + 2 NAD+ {\displaystyle \rightleftharpoons } 3-羟基-3-甲基戊二酸单酰辅酶A + 2 NADH + 2 H+
HMG-CoA还原酶是产生胆固醇等类异戊二烯化合物的甲羟戊酸代谢途径中的限速酶。一般来说，在哺乳动物细胞中HMG-CoA还原酶受到由低密度脂蛋白受体内化及降解低密度脂蛋白产生的胆固醇及胆固醇的氧化衍生物的抑制。低密度脂蛋白是动脉粥样硬化的一个决定性因素，这种酶的竞争性抑制剂能诱导肝脏低密度脂蛋白受体的表达，使细胞质基质内低密度脂蛋白的代谢增强、浓度降低。因此，HMG-CoA还原酶成为被统称为“羟甲基戊二酸单酰辅酶A还原酶抑制剂”的一类被广泛使用的降胆固醇药的作用靶点。HMG-CoA被锚定在内质网膜上，且长期以来被认为拥有7个跨膜结构域，而其活性位点则位于蛋白质C端结构域中。但后来的研究表明HMG-CoA还原酶其实拥有8个跨膜结构域。
人类表达HMG-CoA还原酶的基因位于5号染色体长臂上（5q13.3-14）。其他动物、植物和细菌也拥有具有类似作用的相关酶类。

## 反应
在甲羟戊酸途径中，HMG-CoA还原酶负责将3-羟基-3-甲基戊二酸单酰辅酶A（HMG-CoA）催化转化为甲羟戊酸:
| 甲羟戊酸途径示意图 |